# Els 5 QK's
Els 5 QK's fue un colectivo cinematográfico underground activo entre 1975 y 1986 en la ciudad de Barcelona.

## Trayectoria
El colectivo estaba integrado por Alfonso de Sierra, Luis Escribano, Ramón Massa, Cesc Pérez y Enric Bentz, y de forma cooperativa realizó 29 filmes entre 1975 y 1986.
Su cine se caracterizó por su carácter transgresor de las convenciones sociales y normas de género, e incorporaba elementos camp, melodramáticos y de la cultura popular.En sus películas la pluma y la afectación eran utilizadas como vehículo expresivo y de revindicación, y con frecuencia reclamaban el término "maricón" con orgullo.El crítico Jordi Costa ha destacado también su uso de la intertextualidad con diferentes tradiciones cintematográficas y la compaginación de parodia y frivolidad con compromiso político.
Su obra estaba estrechamente ligada a la escena gay y contracultural de Barcelona del momento.También encontré mariquitas felices (1980) se inicia con una dedicatoria a "todos los frentes" en referencia a los frentes de liberación homosexual del momento, y miembros del colectivo fueron militantes del FAGC y su escisión CCAG.Asimismo, en lugar de estrenos formales organizaban proyecciones de sus propias películas como eventos públicos, que gozaron de popularidad en la escena gay local.El rodaje de Al oeste de Rancho Culvert (1982) quedó reflejado en Misa, pasacalles, rancho… (1981), del cineasta experimental Carles Comas.
En la década de los 2010 su obra fue recuperada, formando parte de exposiciones o ciclos en el MACBA,el IVAMy el CentroCentro Cibeles. En 2018 se estrenó Maricones: El cine de Els 5 QK's (2018), un documental de Ricardo González.

## Filmografía parcial

### Largometrajes
- Réquiem por un jurado de empresa (1976).
- 8 de Maig (1977).
- Phalus (1977).
- Buscando el camino de tu amor (1978).
- Cartas sin destino (1979).
- También encontré mariquitas felices (1980).
- Al Oeste de Rancho Culvert (1982).
- Els ocellots agafen l’ultim tramvia (1982).

### Cortometrajes
- El Ama de Casa (1976).
- Aranprunyà (1976).
- Identitat (1977).
- Cucarrecord (1977).
- L’Espai - Temps (1978).
- Cuquicidis (1980).